# Jasmin (stanice metra v Paříži)
Jasmin je nepřestupní stanice pařížského metra na lince 9 v 16. obvodu v Paříži. Nachází se na křižovatce Avenue Mozart, Rue Jasmin a Rue de l'Yvette.

## Historie
Stanice byla otevřena 8. listopadu 1922 při prodloužení linky ze stanice Trocadéro do Exelmans.

## Název
Jméno stanice je odvozeno od názvu ulice Rue Jasmin. Jasmin (vlastním jménem Jacques Boe) (1798–1864) byl francouzský básník, který psal v díla v okcitánštině.

## Vstupy
Stanice má jeden vchod na křižovatce Avenue Mozart a Rue Jasmin a jeden výstupní eskalátor na Avenue Mozart.